# Nowickia umbripennis
Nowickia umbripennis là một loài ruồi trong họ Tachinidae.